# Tor di Caldano
Tor di Caldano, anche nota come Tor della Caldane o Torre Caldara, è una torre costiera presso Lavinio Lido di Enea nel comune di Anzio, provincia di Roma. È inclusa nell'area di 44 ettari facente parte della Riserva naturale regionale Tor Caldara, istituita con legge regionale del 26 agosto 1988 n° 50.
Ai sensi del Decreto 25/3/2005, pubblicato sulla Gazzetta Ufficiale della Repubblica Italiana n. 157 dell'8 luglio 2005 e predisposto dal Ministero dell'Ambiente e della Tutela del Territorio e del Mare ai sensi della direttiva CEE, la zona delle solfatare e dei fossi viene considerata sito di interesse comunitario.

## Storia
La torre è stata edificata presumibilmente alla metà del XVII secolo a difesa di quel tratto di costa contro eventuali sbarchi armati. Si suppone che la sua edificazione sia avvenuta anche a difesa delle caldare delle miniere di zolfo, che sono sorte in questa zona dal 1569 a prima del 1828, e che avrebbero anche dato il toponimo alla torre e all'intera zona. La torre era probabilmente più alta in origine. Sorge su un piccolo promontorio roccioso che anticamente era in un'area disabitata distante due miglia dal porto di Anzio. La distanza dal centro di Anzio è di circa cinque chilometri.
Da un disegno settecentesco appare a tre piani, con la porta di ingresso sopraelevata accessibile tramite una rampa di scale. Di forma circolare, con un diametro di circa 10 metri e l'altezza di 9 metri, restò in efficienza finché durò l'attività estrattiva. Lo zolfo, però, tuttora presente anche come esalazione (il caratteristico odore di "uova marce"), continua a segnare nettamente la parte costiera con striature e macchie giallastre. La torre subì gravissimi danni nel 1813, nel corso di un bombardamento operato dalle navi inglesi che avevano violato il blocco continentale napoleonico, durante il quale la stessa località di Porto d'Anzio venne semidistrutta. Tor Caldara fu scenario anche dei violenti scontri del cosiddetto sbarco di Anzio: ne sono testimonianza i resti di bunker tedeschi.
In prossimità della torre, inclusi nel perimetro della Riserva, si trovano i resti di una villa romana, gli impianti dismessi delle antiche miniere, alcune sorgenti di acqua sulfurea e vari stagni, nonché le trincee lasciate dopo lo sbarco anglo-americano del 22 gennaio 1944. La scogliera che da Tor Caldara si congiunge al Lido di Cincinnato /Tor Materno, è infine ricca di reperti fossili, in parte andati persi per l'erosione della roccia.